# Kenting-Nationalpark
Der Nationalpark Kenting (chinesisch 墾丁國家公園, Pinyin Kěndīng guójiā gōngyuán) ist ein Nationalpark in der Republik China (Taiwan). Er umfasst die südliche Spitze der Insel Taiwan. Der Park, der zum Landkreis Pingtung gehört, ist überaus reich an verschiedenen Landschaftsformen und Naturschönheiten sowie Flora und Fauna und eines der beliebtesten Ausflugs- und Reiseziele Taiwans. Im Jahr 2016 zählte der Park 5.834.294 Besucher und war damit der am häufigsten besuchte Nationalpark in Taiwan.

## Lage, Klima und Verkehr
Der Nationalpark umfasst das südliche Ende der Insel Taiwan, die Hengchun-Halbinsel. Er wird im Westen von der Taiwanstraße, im Süden von der Luzonstraße und im Osten vom Pazifischen Ozean umgeben. Seine Gesamtfläche von 332,8959 km² setzt sich aus 180,835 km² Land und 152,0609 km² Meer zusammen. Die Landfläche verteilt sich auf drei Gemeinden: Hengchun 106,7718 km², Manzhou 69,5610 km² und Checheng 4,4022 km².
Der Kenting-Nationalpark ist der am südlichsten gelegene taiwanische Nationalpark und weist daher am ausgeprägtesten ein tropisches Klima auf. Die durchschnittliche Jahrestemperatur liegt bei 23 °C, die durchschnittliche Niederschlagsmenge beträgt 2200 mm pro Jahr. Von November bis April ist das Klima sehr trocken. Vor allem in der ersten Jahreshälfte weht häufig ein Nordost-Monsun.
Der Nationalpark Kenting ist nur mit dem Bus oder dem Auto zu erreichen. Eine Kenting-Straße genannte Landstraße führt entlang der Meeresküste in einem Halbkreis um den Park herum. Am südlichen Abschnitt hat sich zu beiden Seiten der Straße eine Freizeitmeile mit Hotels, Bars, Restaurants, Imbissständen und Wassersportangeboten entwickelt, die den belebtesten Teil des Nationalparks bildet.

## Geschichte
Der Nationalpark Kenting wird oft als der „erste“ oder „älteste“ Nationalpark Taiwans bezeichnet. Tatsächlich hatten jedoch bereits die Japaner während ihrer Herrschaft über Taiwan im Norden und Osten der Insel drei Nationalparks eingerichtet. Auch die Einzigartigkeit der Hengchun-Halbinsel mit ihrem tropischen Klima und ihrer Artenvielfalt war den japanischen Wissenschaftlern bewusst. 1936 regte der Biologe Ichirō Hayasaka die Anlegung eines weiteren Nationalparks auf der Halbinsel an, wozu es jedoch nicht kam.
Erst Jahrzehnte später, am 1. September 1982, begann die Regierung der Republik China (Taiwan) mit der konkreten Planung eines Nationalparks auf der Hengchun-Halbinsel. Am 1. Januar 1984 wurde der Nationalpark Kenting offiziell eröffnet und war damit zwar nicht der erste Nationalpark Taiwans, jedoch der erste durch die Regierung der Republik China auf Taiwan nach dem Zweiten Weltkrieg gegründete Nationalpark.

## Flora und Fauna
Aufgrund des tropischen Klimas und der Insellage Taiwans hat sich auf der Hengchun-Halbinsel eine einzigartige Artenvielfalt an Pflanzen und Tieren entwickelt, auch wenn Flora und Fauna durch jahrhundertelange menschliche Besiedlung und Urbarmachung zum Teil erheblich beeinträchtigt wurden. Gezählt werden 15 Säugetierarten, 310 Vogelarten, 59 Arten von Reptilien und Amphibien, 21 Arten von Süßwasserfischen, 216 Schmetterlingsarten und über 500 Arten weiterer Insekten. Zum Schutz der Artenvielfalt wurden im Park neun ökologische Schutzgebiete eingerichtet.

### Tiere

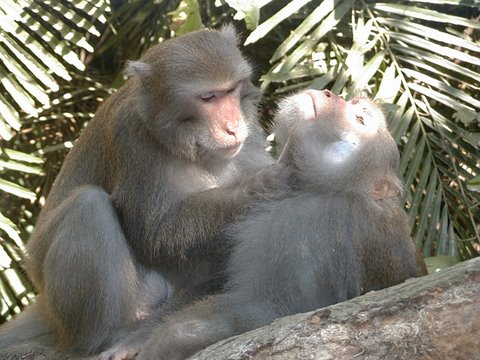
Formosa-Makaken

Zu den zu beobachtenden Säugetierarten zählen der Formosa-Makak, der Formosa-Muntjak, der Chinesische Hase und der Larvenroller. Der in der freien Wildbahn bereits ausgestorbene Formosa-Sikahirsch wurde nach Aufzucht in Gefangenschaft erfolgreich im Nationalpark Kenting ausgewildert und ist nun wieder einigermaßen häufig anzutreffen.
Große Mengen von Zugvögeln verbringen auf der Hengchun-Halbinsel den Winter, wie beispielsweise der Amurbussard, der Froschsperber oder der Braunwürger, hinzu kommen viele Gänse, Enten und Schnepfenvögel. Der Anteil der Zugvögel unter sämtlichen in Kenting zu beobachtenden Vogelarten macht nicht weniger als 75 % aus.
Auch Schlangen gedeihen im tropischen Klima der Halbinsel vorzüglich. Laut offizieller Zählung sind im Nationalpark 26 Schlangenarten beheimatet, darunter die Chinesische Nasenotter, die Grüne Bambusviper (Trimeresurus stejnegeri) oder die Taiwanische Korallenotter (Calliophis macclellandi formosensis). Hinzu kommen eine Reihe von Eidechsen-, Schildkröten- und Amphibienarten. So ist fast die Hälfte aller auf Taiwan vorkommenden Froscharten auf der Hengchun-Halbinsel beheimatet.
Zu den mehr als 200 Schmetterlingsarten zählen u. a. der Byasa polyeuctes, der Papilio polytes, der Hebomoia glaucippe, der Parantica sita, der Idea ieuconoe und der auf der Hengchun-Halbinsel endemische Troides aeacus kaguya.
Die Unterseefauna des Nationalparks ist überaus reich an tropischen Fischen und anderen Meerestieren, von denen offiziell über 1000 Arten gezählt wurden. Aufgrund der warmen Wassertemperaturen findet man in den Gewässern des Nationalparks weite Flächen mit farbprächtigen Korallenriffen. In den Wintermonaten kann man nahe der Hengchun-Halbinsel auch Meeressäuger wie der Buckelwal, der Pottwal und Delfin-Arten beobachten.

### Flora und Botanischer Garten

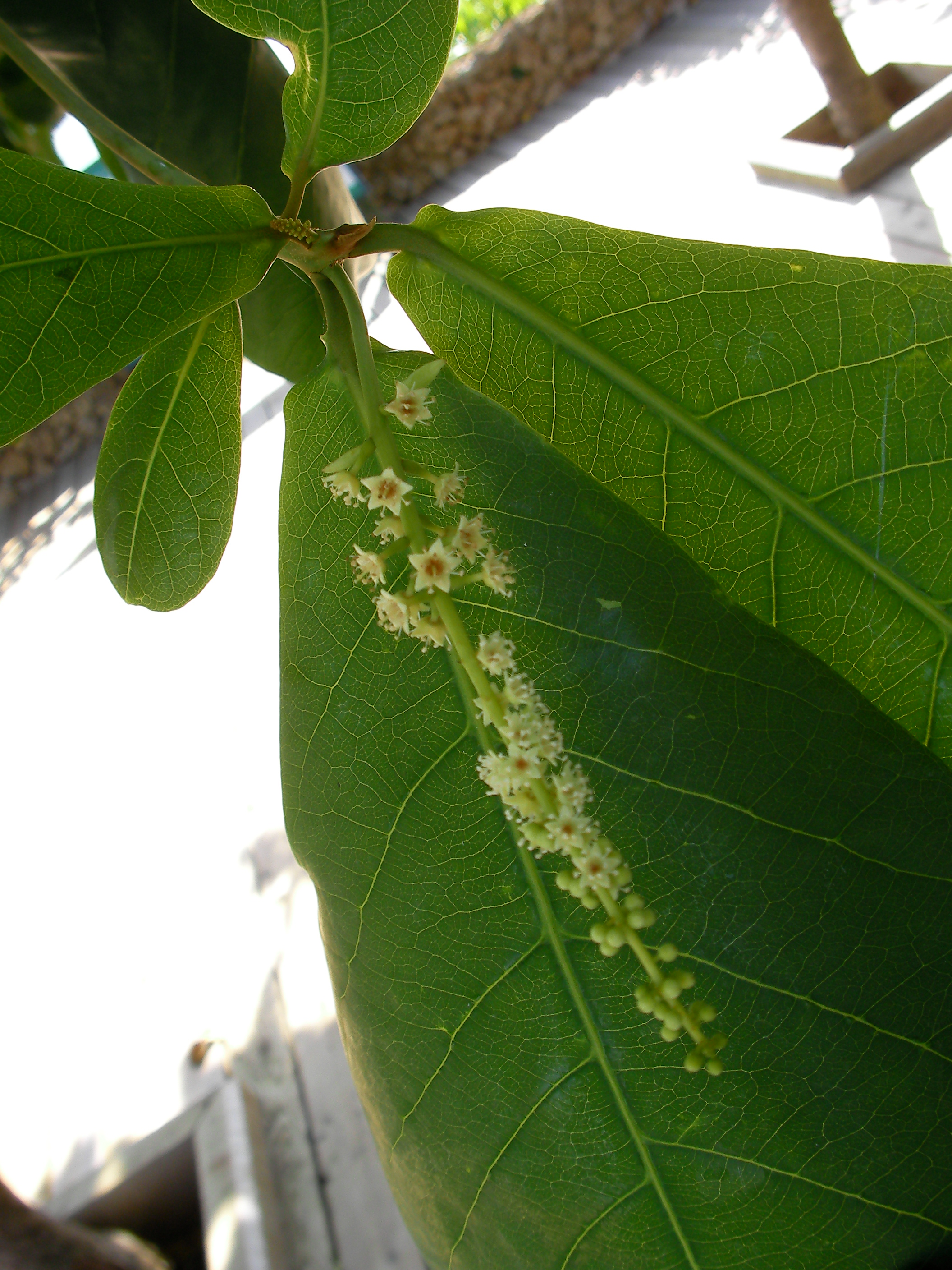
Blütenstand des Katappenbaums

Die Flora des Kenting-Nationalparks ist reich an Pflanzenarten, die auf Taiwan nur hier wachsen und sich auf verschiedene Vegetationsformationen verteilen. Auf den ehemaligen Korallenriffen überall an den tropischen Küsten findet man die strauchartige Pflanzenart Pemphis acidula, auf sandigen Böden in Küstennähe Pflanzenarten wie die Ziegenfuß-Prunkwinde und die Vitex rotundifolia. Überall an tropischen Küsten typisch sind auch die Barringtonia asiatica und die Hernandia sonora, deren Samen als Treibgut das Meer überqueren können und deshalb überall an tropischen Küsten vorkommen. Weiter im Landesinneren wachsen in der Strauchzone Arten beispielsweise das Samtblatt, der Lindenblättrige Eibisch, Polyspora axillaris, Myrica adenophora, Daphniphyllum oldhamii und Rhaphiolepis indica. War früher nahezu der ganze Süden der Halbinsel bewaldet, so sind davon heute infolge der Abholzung durch den Menschen nur noch kleine Flächen von Urwald im Südosten nahe dem Kap Eluanbi übrig. Hier wachsen, zum Teil auf Korallengestein, seltene Pflanzenarten wie die Schizaea digitata und die Phalaenopsis aphrodite.
Einen Überblick über die Fülle der tropischen Vegetation kann man sich im 64 Hektar großen, bereits 1906 von den Japanern gegründeten Botanischen Garten Hengchun verschaffen.

## Tourismus
Der landschaftliche Reiz und das Klima Kentings ziehen fast ganzjährig große Mengen von Touristen aus Taiwan und dem Ausland an. Mit über 8,16 Millionen Besuchern war der Nationalpark Kenting im Jahr 2014 der mit Abstand am meisten besuchte Nationalpark Taiwans. Infolge dieser Beliebtheit entstanden auf dem Gebiet des Nationalparks viele Hotels unterschiedlicher Größenordnung und Qualität. Die Aufgabe, die Touristenströme mit dem Naturschutz in Einklang zu bringen, gehört zu den größten Herausforderungen der Parkverwaltung.
Zu den besonderen Naturschönheiten und Sehenswürdigkeiten im Nationalpark Kenting gehören:

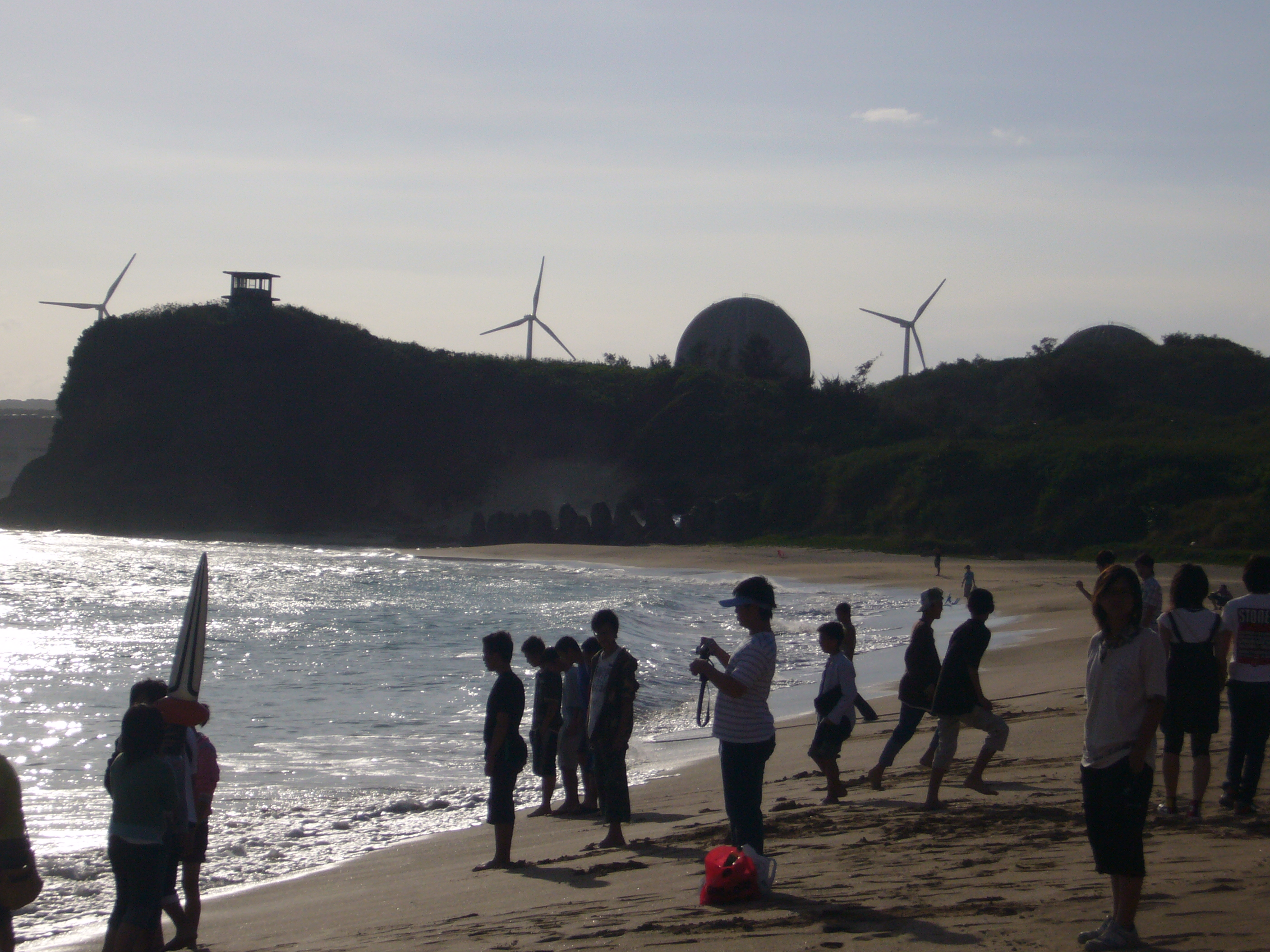
Strand von Nanwan

- Nan Wan, eine im Süden der Halbinsel gelegene Bucht mit Badestrand und Gelegenheit zum Wassersport. Es ist, auch aufgrund seiner Nähe zur Freizeitmeile an der Kenting-Straße, der populärste und bevölkertste Strand des Nationalparks. Es gehört zu den Kuriositäten des Nationalparks, dass der Strand direkt an das Gelände des Kernkraftwerks Nr. 3 grenzt, dessen Reaktoren in Sichtweite der Badegäste liegen.

- Chuanfan Shi, der „Segelfelsen“, ein 26,4 m hoher Felsen im Meer, dessen Form an ein Schiffssegel erinnert.

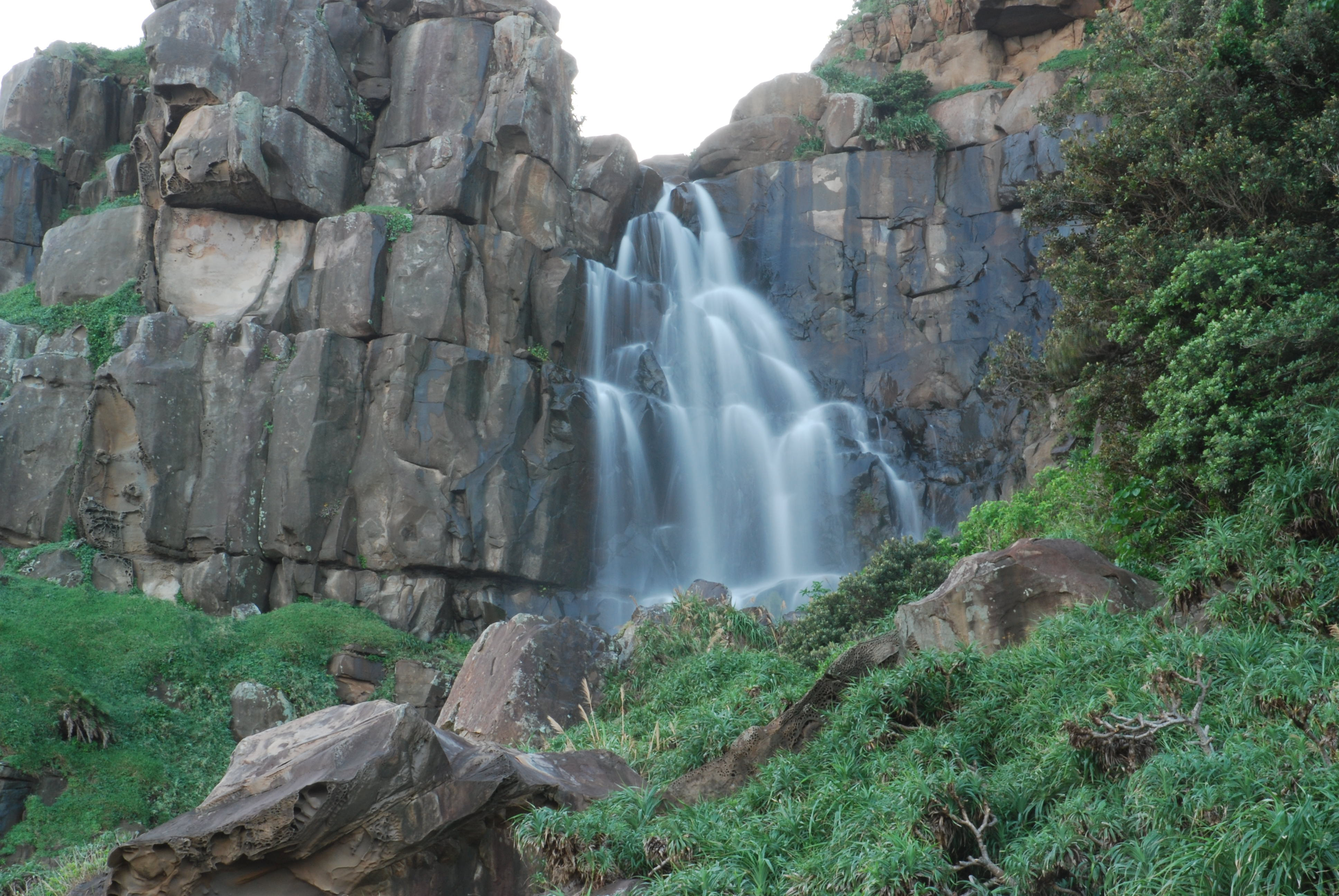
Jialeshui

- Jiale Shui, ein sich von einem Felsen herab direkt ins Meer ergießender Wasserfall.

- Houbi Gang, der größte Fischerhafen der Hengchun-Halbinsel, in dem bis zu 500 Fischerboote Platz haben. Hier gibt es viele Meeresfrüchte-Imbisse und man kann in der Nähe schnorcheln.

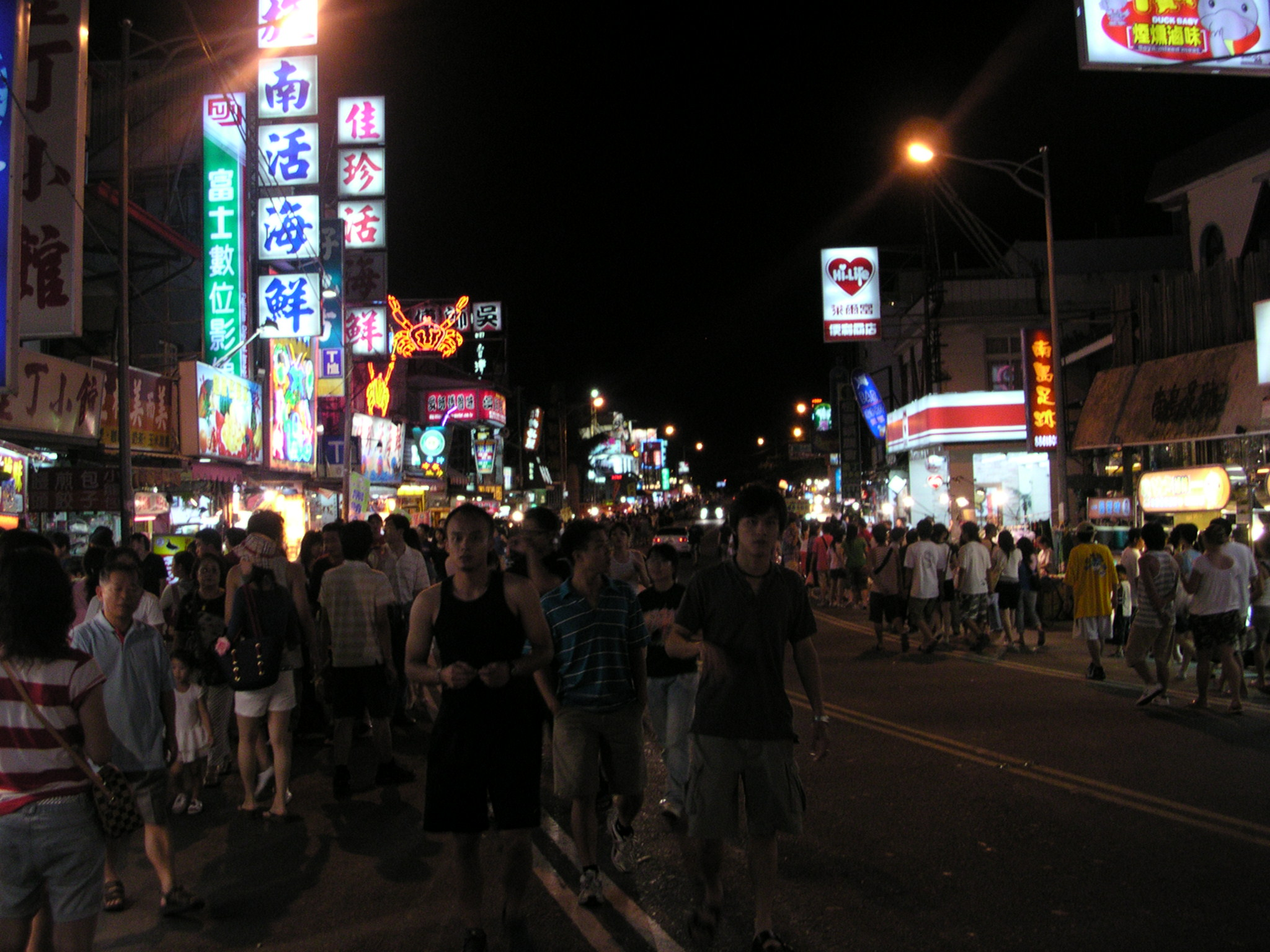
Kenting-Straße bei Nacht

- Die Kenting-Straße, ein unter diesem Namen berühmter Abschnitt der um den Nationalpark herumführenden Landstraße, zu deren beiden Seiten sich eine sehr lebhafte Freizeitmeile mit Bars, Restaurants, Hotels, Ständen und Geschäften gebildet hat. Abends findet hier ein Nachtmarkt statt. Die Touristenmengen, der Verkehr und die durch den Tourismus entstehenden Abfälle stehen im Konflikt zum Gedanken eines Nationalparks und erfordern strenge Regulierung durch die Behörden.

- Der Berg Dajian, ein einzelner aus dem steppenartigen Gelände inmitten der Halbinsel steil emporragender Felsen, mit 318 m Höhe der höchste Punkt und ein Wahrzeichen des Nationalparks, in dem er von vielen Stellen aus sichtbar ist. Das Besteigen des Berges ist aus Gründen der Sicherheit und des Naturschutzes mittlerweile untersagt.

- Maobitou, das südwestliche Kap des Nationalparks. Hier befindet sich ein durch Witterungseinflüsse malerisch gestaltetes Kliff aus Korallengestein, von dem aus man die Küstenlinie der Hengchun-Halbinsel übersehen und auf die Taiwanstraße und die Luzonstraße hinausblicken kann.

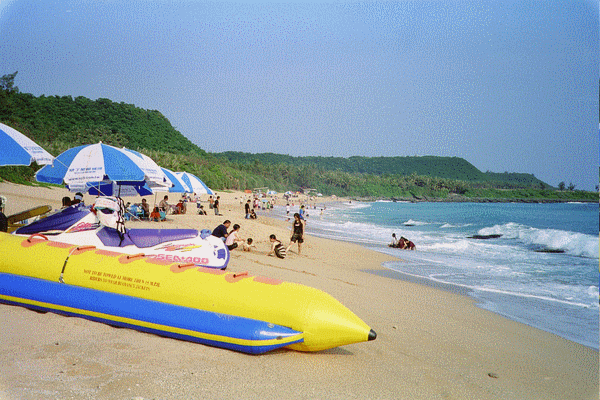
Strand von Baishawan

- Baishawan, eine Bucht mit Korallenriffküste im Westen der Hengchun-Halbinsel, an der es einen ehemaligen Fischerhafen und einen etwa 100 m langen Strand mit Muschelsand gibt. Von den Korallenfelsen aus eröffnet sich ein guter Blick auf das Meer.

- Der Longpan-Park, ein nur mit Gräsern und Büschen bewachsenes Tafelland aus Kalkstein, das zum Meer hin steil abfällt. Er liegt an der Ostküste und bietet durch seine erhöhte Lage weite Ausblicke auf die Küstenlinie und weite Teile der Hengchun-Halbinsel. Der Park ist berühmt für seine Sonnenaufgänge.

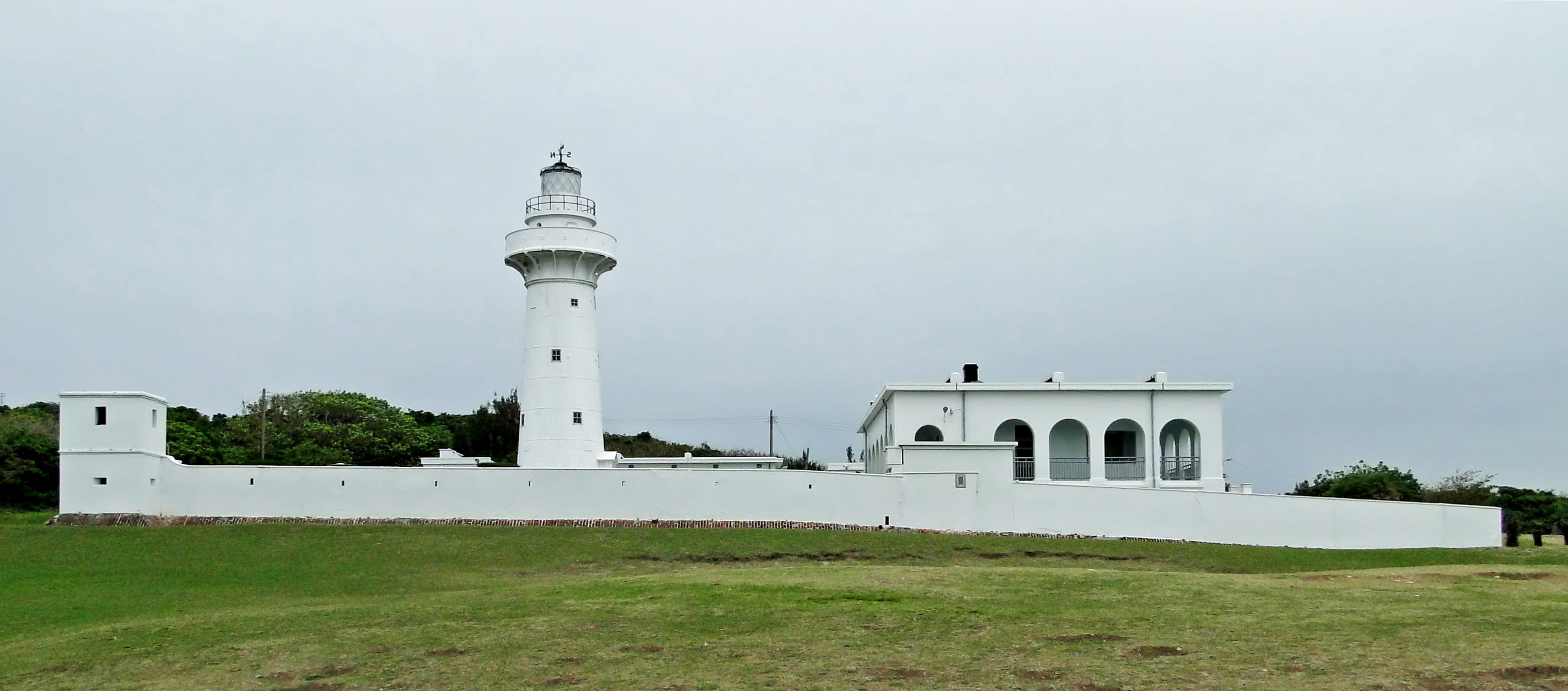
Leuchtturm von Eluanbi

- Der Leuchtturm von Eluanbi, gelegen auf der gleichnamigen Landzunge, die das südliche Ende der Insel Taiwan bildet. Erbaut zur Zeit der Qing-Dynastie im Jahr 1883, wurde er zur Verteidigung mit Mauern, einem Graben und Artillerie ausgestattet und ist damit eines der seltenen Beispiele eines militärisch befestigten Leuchtturms. Nach seiner Zerstörung im Ersten Chinesisch-Japanischen Krieg wurde er im Jahr 1898 von den Japanern wieder instand gesetzt. Im Zweiten Weltkrieg wurde der Leuchtturm durch amerikanische Luftangriffe zerstört und im Jahr 1962 zum zweiten Mal wieder aufgebaut. Die Höhe des Turms misst 24,10 m, mit einer Reichweite von 50,4 km ist er der leuchtstärkste Leuchtturm Taiwans.
- Das Nationale Museum für Meeresbiologie und Aquarium, in dem großflächig in Aquarien und Ausstellungshallen Meereslebewesen aus Taiwan und aller Welt präsentiert werden.

## Trivia
- Seit 1995 findet am Leuchtturm des Kaps Eluanbi jedes Jahr im April das mehrtägige internationale  Spring Scream-Musikfestival statt. Es ist das größte regelmäßig veranstaltete Musikfestival Taiwans.[9]
- Der Film Cape No. 7 (2008) des taiwanischen Regisseurs Wei Te-Sheng wurde zu einem großen Teil im Nationalpark Kenting gedreht.
- Das taiwanische Kernkraftwerk Nr. 3 liegt in unmittelbarer Nähe des Badestrands von Nanwan.

## Galerie

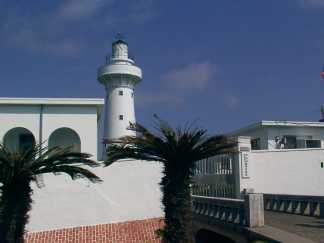
Leuchtturm von Eluanbi
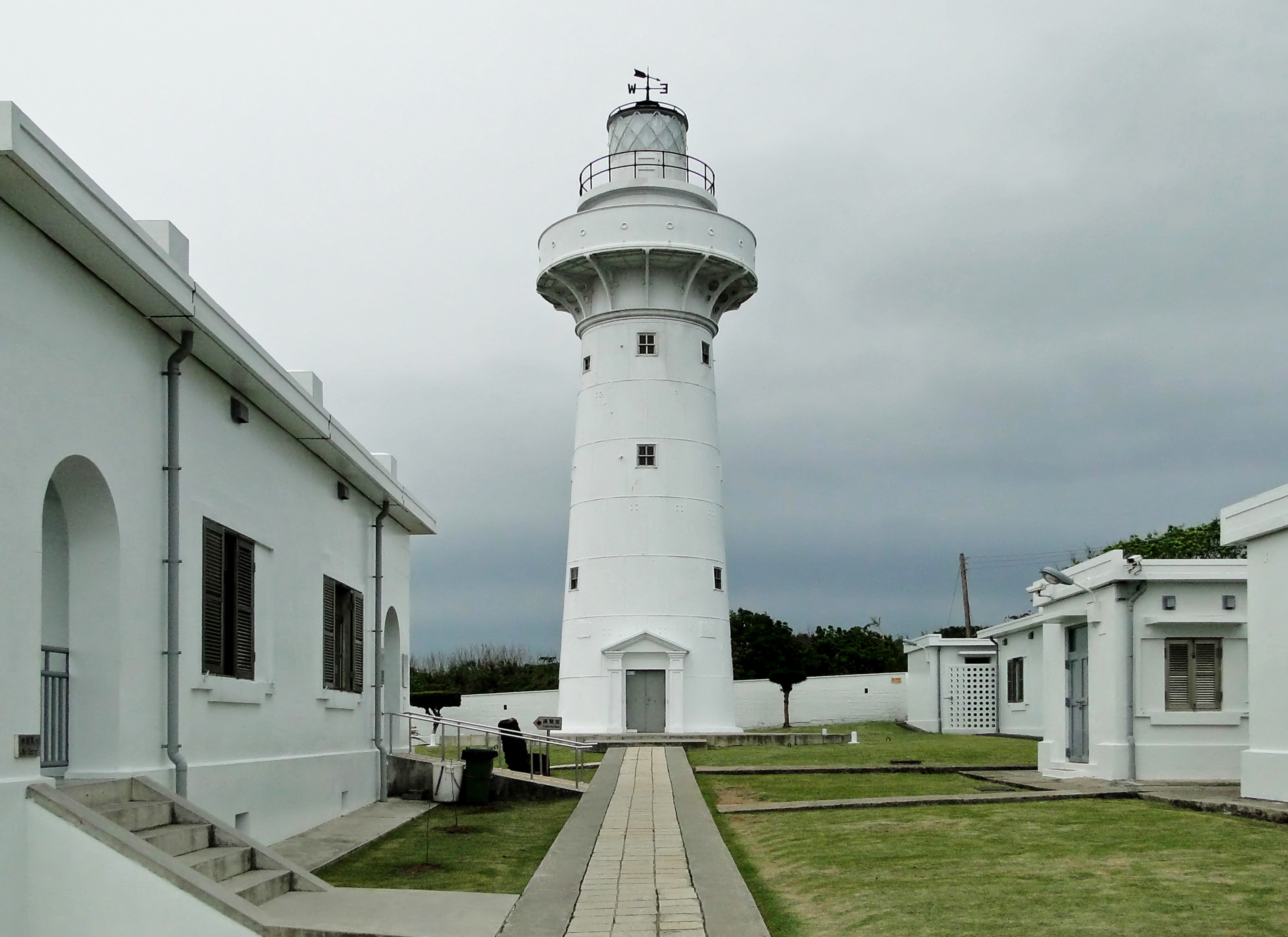
Leuchtturm von Eluanbi
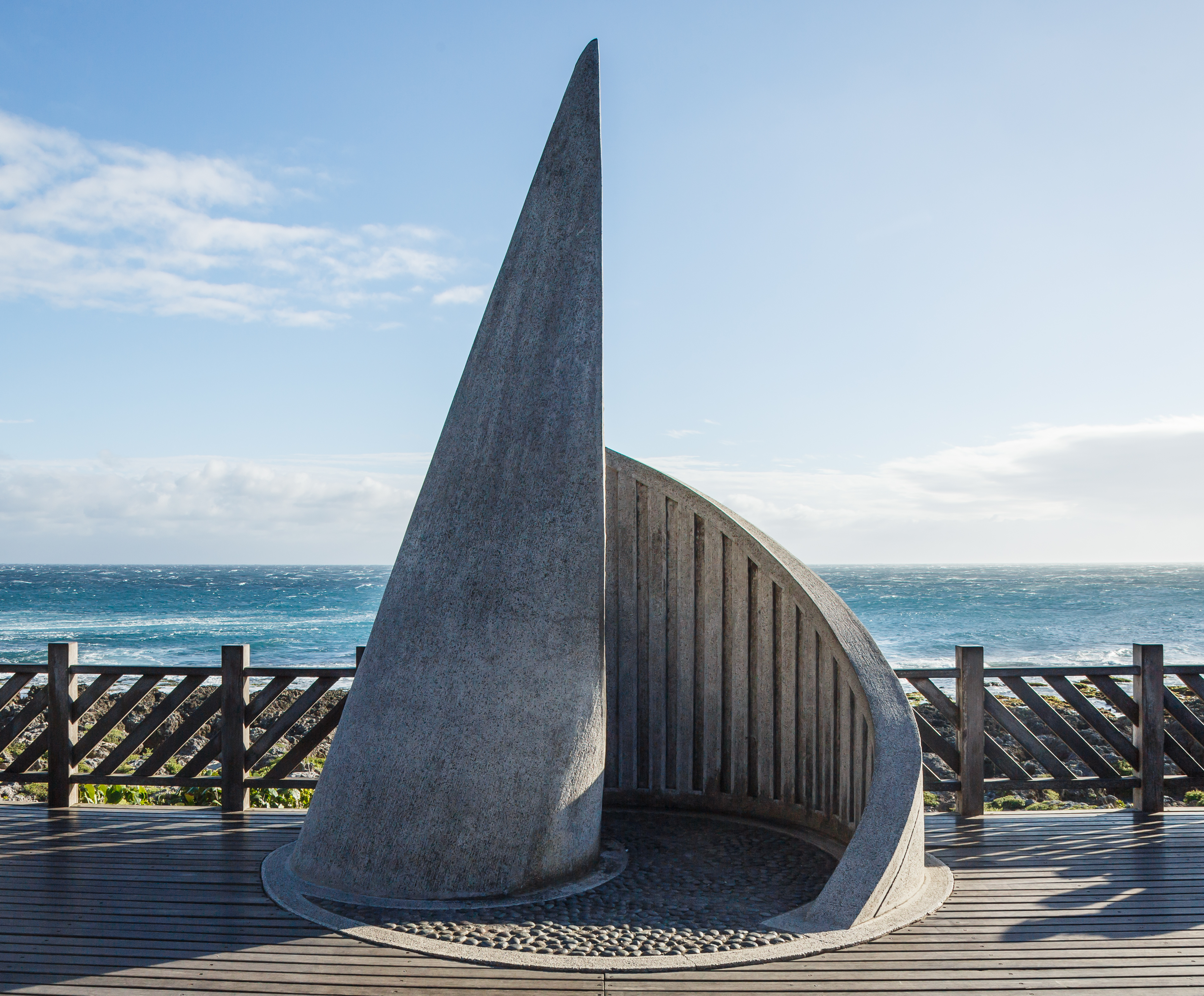
Markierung des südlichsten Punkts der Insel Taiwan
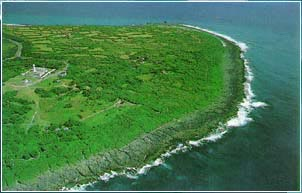
Blick auf Eluanbi, die Südspitze Taiwans
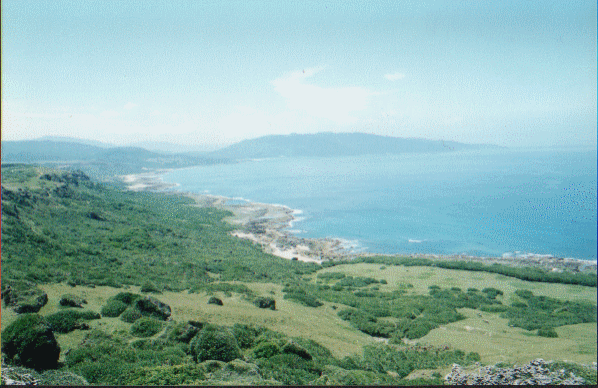
Blick vom Longpan-Plateau auf die Ostküste
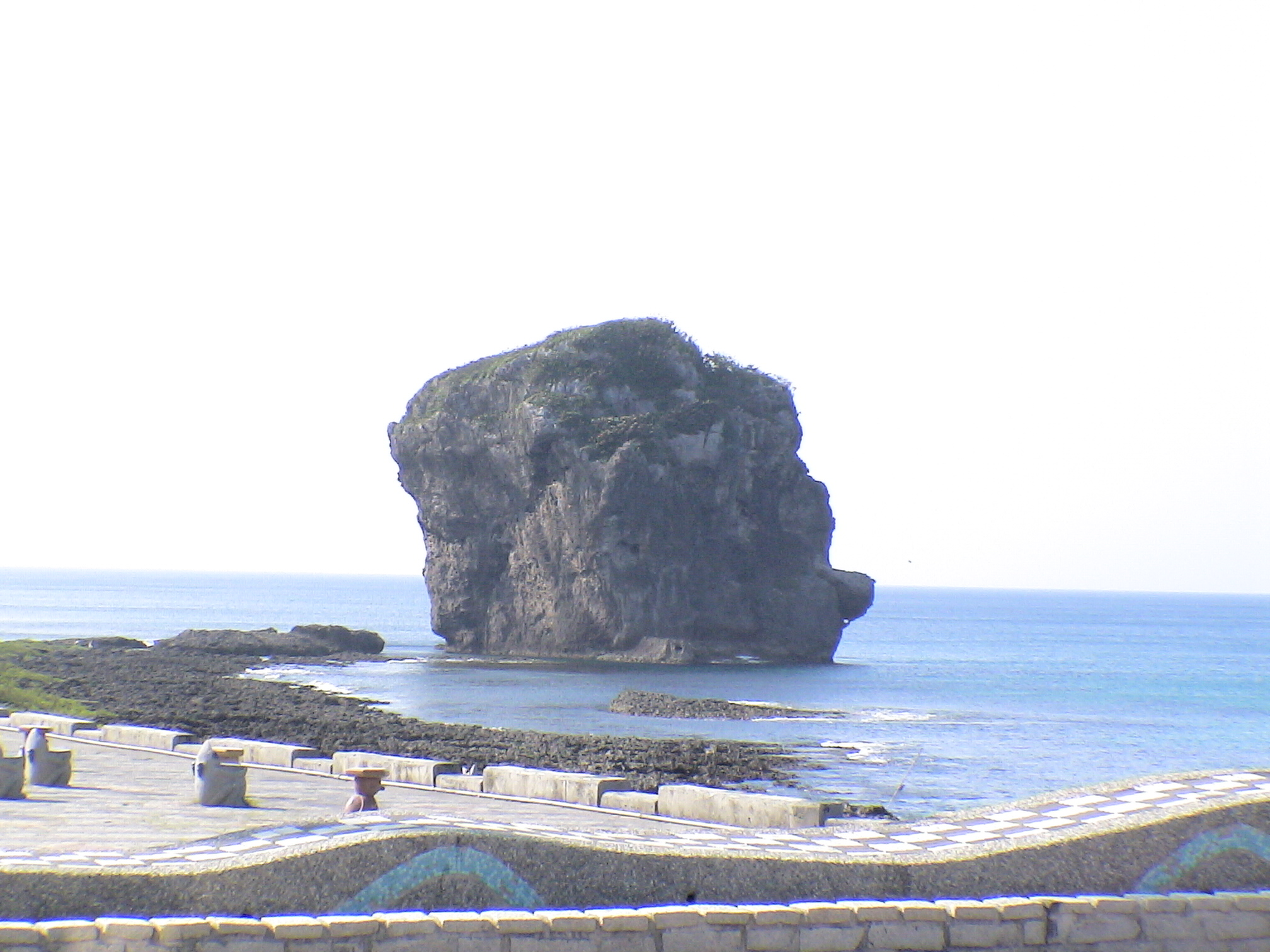
Chuanfan Shi, der „Segelfelsen“
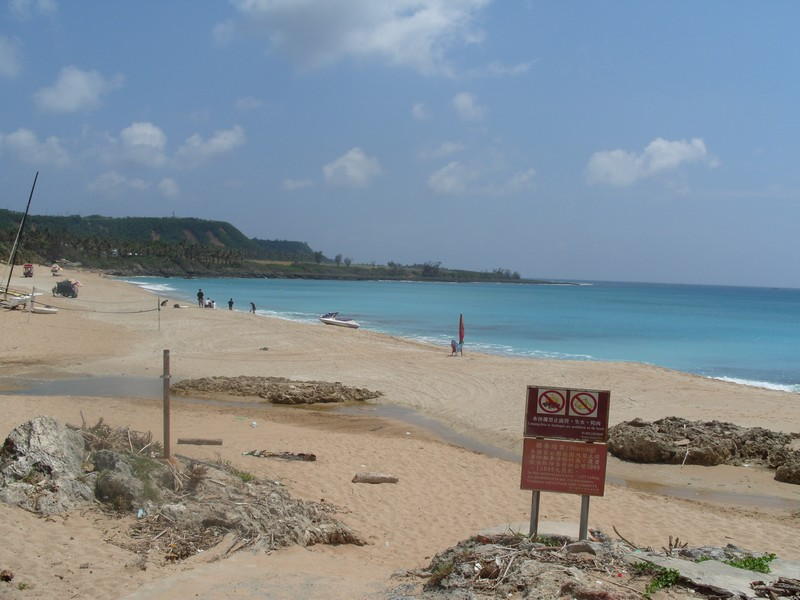
Strand von Baishawan
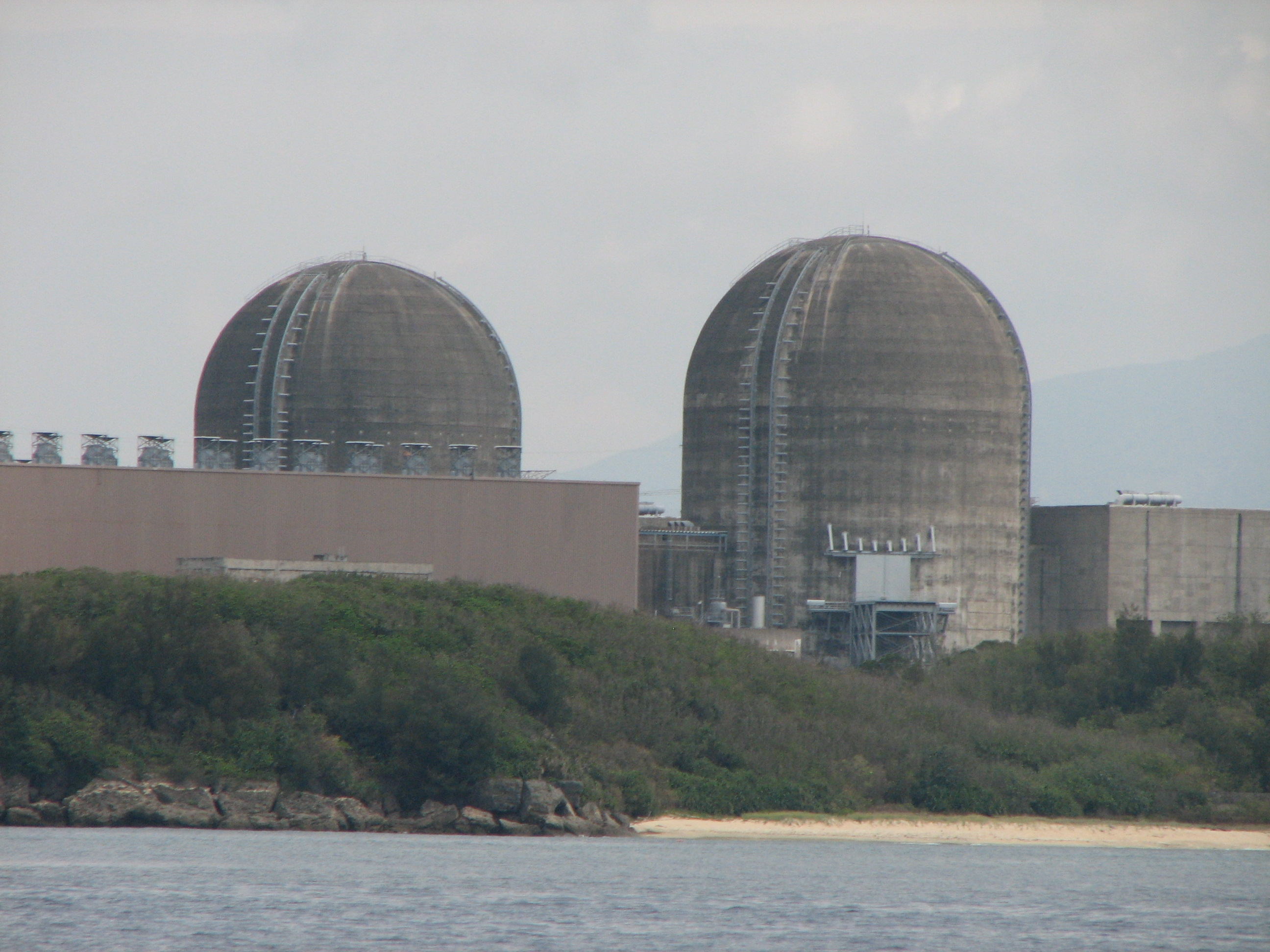
Kernkraftwerk Nr. 3. Rechts davor das östliche Ende des Badestrands von Nanwan